# 馬向華
馬向華（马向华、マ・シァンホア、Ma-XiangHua）は中国出身の二胡演奏家。中国山東省済南市生まれ。

## 略歴
中国国立中央音楽学院卒業、同大学院修士課程修了。現在は同学院講師。
二胡の他、板胡、中胡、高胡などさまざまな胡琴を演奏。
中国古典音楽グループ、東方魅力女子楽団において二胡担当。
英国ロイヤル・フィルハーモニック、ロシア・フィルハーモニー管弦楽団などのオーケストラ、リチャード・クレイダーマンやジャズバイオリニスト・Didier Lockwoodなど、民族音楽以外のアーティストとも共演。
2008年、大阪の音楽レーベルFAMと契約。中国に拠点を置きながら定期的に来日し、日本国内でのコンサート活動を開始する。また、大阪と名古屋で二胡スクールを開講している。

## 受賞歴等
- 1989年ART杯中国楽器国際大会青年の部・最優秀賞
- 1997年台北中国楽器音楽コンクール・最優秀賞

など
- 黄安倫の二胡協奏曲『敦煌古譜での二胡演奏四首』初演での二胡演奏
- 石井眞木『人間如夢III』初演
- アカデミー賞音楽家譚盾の胡琴協奏曲『Crouching Tiger, Hidden Dragon』での二胡演奏
- 2007年温家宝首相、安倍晋三首相夫妻が出席した『中日文化スポーツ交流年』開幕式典に出演

## FAMコンサート実績
2008年
- 5月大阪『馬向華 二胡演奏会プレイベント』
- 7月大阪『馬向華 二胡演奏会～萬里悠情歌～』
- 11月福井『馬向華 二胡演奏会～萬里悠情歌～in福井』

2009年
- 1月愛知『馬向華 慈愛のコンサート』
- 2月東京『馬向華 二胡リサイタルⅣ』
- 4月大『馬向華 二胡演奏会～萬里悠情歌～Finale』

## ディスコグラフィー
国内盤（FAM製作）
- 『馬向華　萬里悠情歌／二胡日本名歌選』
- 『馬向華　二胡名曲集vol.１』
- 『馬向華　二胡名曲集vol.2』
- 『中国二胡大家傑作選』

中国盤（龍音製作有限公司製作）
- 『馬向華二胡獨奏專輯』
- 『馬向華二胡獨奏専輯(二)　江恋』
- 『馬向華二胡専輯(三)　Carmen Fantasy』
- 『馬向華二胡專輯（四）　第一二胡協奏曲』
- 『馬向華二胡專輯(五)　引子与回旋』